# 鈴木隆雄 (医学者)

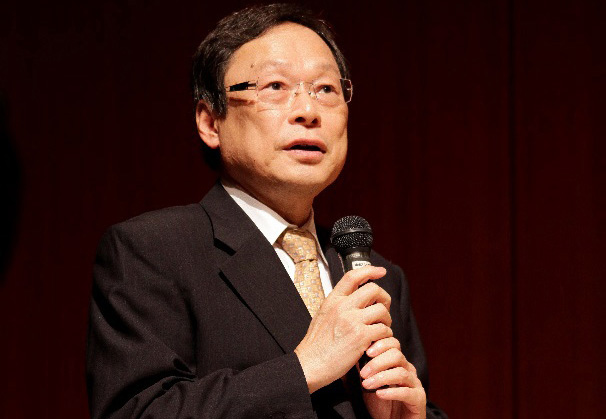
2015年10月

鈴木 隆雄（すずき たかお、1951年 - ）は、日本の医学者。桜美林大学大学院老年学研究科老年学専攻教授。老年学と古病理学を専攻している。

## 略歴
1951年（昭和26年）、北海道生まれ。札幌医科大学医学部卒。東京大学大学院理学系研究科博士課程修了。札幌医科大学助教授、東京都老人総合研究所、同研究所副所長、国立長寿医療研究センター研究所長を経て、2015年4月より桜美林大学大学院老年学研究科老年学専攻教授。

## 著書

### 単著
- 『骨から見た日本人―古病理学が語る歴史』講談社<講談社選書メチエ>、1998年10月。ISBN 4062581426
- 『骨量と骨粗鬆症』主婦の友社、2002年4月。ISBN 4072326380
- 『超高齢社会の基礎知識』講談社<講談社現代新書>、2012年1月。ISBN 4062881381

### 共著
- 酒井シズ編、養老孟司・村上陽一郎ほか『疫病の時代』大修館書店、1999年2月。ISBN 4469212296

### 編著
- 『骨の事典』朝倉書店、2003年6月。ISBN 4254300719